# لاندو یوجین مورفی جونیور
لاندو یوجین مورفی جونیور(به انگلیسی: Landau Eugene Murphy Jr) (۱۱ اوت ۱۹۷۴ ‏(۵۰ سال)) خواننده سبک جاز آمریکایی و برنده فصل ششم آمریکا استعداد دارد می باشد. معروف ترین آلبوم وی "That's Life " نام دارد که در سال 2011 منتشر شد و بیش از صد و پنجاه هزار نسخه از آن در آمریکا به فروش رفت.

## آلبوم
- That's Life - 2011
- Christmas Made for Two - 2013
- Landau - 2016